# 郑建平
郑建平，教授，主要从事矿物学等方面的研究工作。入选中华人民共和国教育部2007年度"长江学者"特聘教授，中国国家杰出青年科学基金获得者，享受国务院政府特殊津贴。